# Списък на селата в България/Калейца – Неделкова гращица
Това е списък на селата в България, подредени по азбучен ред. Всеки списък има около 1000 села.
- Абланица – Голямо Асеново;
- Голямо Белово – Калайджии;
- Калейца – Неделкова гращица;
- Неделково – Скорците;
- Скравена – Яхиново;

## Калейца – Карапелит
Калейца,
Калековец,
Кален,
Каленик (Област Видин),
Каленик (Област Ловеч),
Каленовци,
Калиманци (Област Благоевград),
Калиманци (Област Варна),
Калина (Област Видин),
Калина (Област Добрич),
Калинка,
Калино,
Калипетрово,
Калитиново,
Калище,
Калово,
Каломен,
Калотина,
Калотинци,
Калоян,
Калояновец,
Калояново (Област Пловдив),
Калояново (Област Сливен),
Калоянци,
Калугерене,
Калугерово (Област Пазарджик),
Калугерово (Област София),
Калугерово (Област Хасково),
Калчево,
Камбелевци,
Камбурово,
Камен (Област Велико Търново),
Камен (Област Добрич),
Камен (Област Сливен),
Камен бряг,
Камен връх,
Камен дял,
Камена,
Каменар (Област Варна),
Каменар (Област Разград),
Каменари,
Каменарци,
Каменец (Област Кърджали),
Каменец (Област Плевен),
Каменец (Област Ямбол),
Каменик,
Каменица (Област Благоевград),
Каменица (Област София),
Каменичка Скакавица,
Каменка,
Каменна Рикса,
Каменна река,
Камено поле,
Каменово (Област Разград),
Каменово (Област Сливен),
Каменско,
Каменци,
Каменяк (Област Бургас),
Каменяк (Област Шумен),
Каменяне,
Камешица,
Камилски дол,
Камчия,
Кандилка,
Кандови,
Каниц,
Кантари,
Каняк,
Капатово,
Капитан Андреево,
Капитан Димитриево,
Капитан Димитрово,
Капитан Петко Войвода,
Капитан Петко,
Капитановци,
Капище,
Кара Михал,
Карабунар,
Каравелово (Област Пловдив),
Каравелово (Област Шумен),
Каравелово (Област Ямбол),
Каравельово,
Карагеоргиево,
Караджалово,
Караджово,
Караиванца,
Караисен,
Карали,
Караманите,
Караманово,
Караманци,
Карамичевци,
Карамфил,
Каран Върбовка,
Караново (Област Бургас),
Караново (Област Сливен),
Каранци,
Карапелит

## Караполци – Коевци
Караполци,
Караш,
Карбинци,
Карвуна,
Кардам (Област Добрич),
Кардам (Област Търговище),
Карлиево,
Карловско,
Карлуково,
Касапско,
Касилаг,
Каснаково,
Каспичан,
Кастел,
Катерица,
Катранджии,
Катраница,
Катрище,
Катунец,
Катуница,
Катунище,
Катунци,
Кацелово,
Качулка,
Кашенци,
Кашина,
Каялоба,
Керека,
Керените,
Кесарево,
Кестен,
Кестеново,
Киевци,
Кипилово,
Кипра,
Киревци,
Киреево,
Кирилово (Област Стара Загора),
Кирилово (Област Ямбол),
Кирково,
Кирово,
Кирчево,
Киселево,
Киселица,
Киселичево,
Киселковци,
Кисийците,
Кисьовци,
Китанчево,
Китен (Област Варна),
Китино,
Китка,
Китна,
Китница,
Кичево,
Киченица,
Кладенец (Област Хасково),
Кладенец (Област Шумен),
Кладенци (Област Благоевград),
Кладенци (Област Добрич),
Кладни дял,
Кладница,
Кладоруб,
Кленовик,
Клепало,
Кликач,
Климаш,
Климент (Област Пловдив),
Климент (Област Шумен),
Климентово (Област Варна),
Климентово (Област Велико Търново),
Клисура (Област Благоевград),
Клисура (Област София),
Клисура (Софийска област),
Клисурица,
Клокотница,
Клъшка река,
Ключ,
Кметовци,
Кметчета,
Книжовник,
Княжева Махала,
Княжево,
Княжевско,
Кобилино,
Кобиляк,
Кобиляне,
Ковач,
Ковачевец,
Ковачевица,
Ковачево (Област Благоевград),
Ковачево (Област Пазарджик),
Ковачево (Област Стара Загора),
Ковачевци (Област Перник),
Ковачевци (Област София),
Ковачите,
Ковачица,
Ковил,
Коевци (Област Велико Търново),
Коевци (Област Габрово)

## Кожари – Кортен
Кожари,
Кожинци,
Кожлювци,
Кожухарци,
Козаново,
Козар Белене,
Козаре,
Козаревец (Област Велико Търново),
Козаревец (Област Стара Загора),
Козарево,
Козарка,
Козарско,
Кози рог,
Козица (Област Кърджали),
Козица (Област Търговище),
Козичино,
Козлево,
Козлец,
Козловец,
Козлодуйци,
Козма Презвитер,
Козница,
Козя река,
Козяк,
Коиловци,
Койчовци,
Кокаляне,
Кокиче,
Кокорково,
Кокорци,
Кокошане,
Колари,
Коларово (Област Благоевград),
Коларово (Област Силистра),
Коларово (Област Стара Загора),
Коларово (Област Хасково),
Коларци,
Колена,
Колец,
Колибите,
Колишовци,
Колобър,
Колю Ганев,
Колю Мариново,
Комарево (Област Варна),
Комарево (Област Враца),
Комарево (Област Монтана),
Комарево (Област Плевен),
Комощица,
Комунари,
Комунига,
Комщица,
Конак,
Конаре (Област Добрич),
Конаре (Област Стара Загора),
Конарско,
Конарското,
Кондово,
Кондолово,
Кондофрей,
Коневец,
Конево (Област Кърджали),
Конево (Област Разград),
Конево (Област Шумен),
Конници,
Коноп,
Конска,
Константин,
Константиновец,
Константиново (Област Бургас),
Константиново (Област Варна),
Константиново (Област Хасково),
Контил,
Конуш (Област Пловдив),
Конуш (Област Хасково),
Конче,
Коньовец,
Коньово,
Коняво,
Копаница,
Копиловци (Област Кюстендил),
Копиловци (Област Монтана),
Копитник,
Копрец,
Коприва,
Копривец,
Копривлен,
Копринка,
Копчелиите,
Корен,
Кориите,
Коритата,
Коритен,
Корията,
Коркина,
Кормянско,
Корница,
Кортен

## Кос – Кривина
Кос,
Косара,
Косарка,
Косача,
Косевци,
Косилка,
Косовец,
Косово (Област Видин),
Косово (Област Кюстендил),
Косово (Област Пловдив),
Косово (Област Шумен),
Коста Перчево,
Костадините,
Костадинкино,
Костанденец,
Костел,
Костелево,
Костен,
Костена река,
Костенец,
Костенковци,
Костенци,
Кости,
Костиево,
Костилково,
Костино,
Костичовци,
Костур,
Костурино,
Костуринци,
Котеновци,
Котлари,
Котленци,
Котуци,
Кочан,
Кочани,
Кочево,
Кочмар,
Кочово,
Кошава,
Кошарево,
Кошарите,
Кошарица,
Кошарна,
Кошница,
Кошничари,
Кошов,
Кравино,
Краводер,
Крагулево,
Краево,
Краище (Област Благоевград),
Краище (Област Добрич),
Крайгорци,
Крайна,
Крайна,
Крайни дол,
Крайници,
Крайно село,
Крайново,
Крайполе,
Кракра,
Кралев дол,
Кралево (Област Търговище),
Кралево (Област Хасково),
Крали Марко,
Крамолин,
Кран,
Кранево,
Краново,
Крапец (Област Враца),
Крапец (Област Добрич),
Крапчене,
Красава,
Красен (Област Добрич),
Красен (Област Русе),
Красен дол,
Красимир,
Красино,
Красно градище,
Красново,
Красноселци,
Крачимир,
Кремен (Област Благоевград),
Кремен (Област Кърджали),
Кремена,
Кремене,
Кременец,
Кременик,
Крепост,
Крепча,
Креслювци,
Крета (Област Враца),
Крета (Област Плевен),
Крибул,
Крива бара (Област Враца),
Крива бара (Област Монтана),
Крива круша,
Крива река,
Кривина (Област Русе),
Кривина (София-град)

## Кривини – Кьолмен
Кривини,
Кривица,
Кривня (Област Варна),
Кривня (Област Русе),
Криво поле,
Кривонос,
Крилатица,
Крилювци,
Крин,
Крислово,
Кромидово,
Крояч,
Кроячево,
Крум,
Крумово (Област Варна),
Крумово (Област Кюстендил),
Крумово (Област Пловдив),
Крумово (Област Ямбол),
Крумово градище,
Крумчевци,
Крупен,
Крупник,
Круша (Област Варна),
Круша (Област София),
Крушаре,
Крушари,
Крушев дол,
Крушевец,
Крушево (Област Благоевград),
Крушево (Област Габрово),
Крушево (Област Пловдив),
Крушевска,
Крушето,
Крушка,
Крушовене,
Крушовица (Област Враца),
Крушовица (Област Плевен),
Крушовица (Област София),
Крушово (област Бургас),
Крушово (област Пловдив),
Крушолак,
Крушуна,
Кръвеник,
Крънджилица,
Кръстава,
Кръстатица,
Кръстевич,
Кръстец,
Кръстилци,
Кръстина,
Кръшно,
Кубадин,
Кубратово,
Куделин,
Кузьово,
Кукорево,
Кукувица,
Кукурахцево,
Кукуряк,
Кулата,
Кулина вода,
Куманите,
Куманово,
Кундево,
Кунино,
Купен (Област Габрово),
Купен (Област Смолян),
Купците,
Курново,
Куртово Конаре,
Куртово,
Кутела,
Кутловица,
Кутово,
Кутугерци,
Куцина,
Куцово,
Кушла,
Къклица,
Къкрина,
Кълново,
Кънчево,
Къпинец,
Къпиново (Област Велико Търново),
Къпиново (Област Добрич),
Къпиновци,
Кърланово,
Кърналово,
Кърнаре,
Кърпачево,
Кърпелево,
Къртипъня,
Къртожабене,
Кърчовско,
Кършалево,
Късак,
Кътина,
Къшин,
Къшле,
Кьолмен

## Кьосево – Лозен
Кьосево,
Кьосевци,
Кюлевча,
Лагерите,
Лагошевци,
Ладарево,
Лазарово,
Лазарци,
Лакатник,
гара Лакатник,
Лале,
Лалково,
Ламбух,
Ласкар,
Ласкарево,
Латинка,
Лебед,
Лебница,
Лева река,
Левище,
Левка,
Левочево,
Левски (Област Варна),
Левски (Област Пазарджик),
Левуново,
Левци,
Леденик,
Лелинци,
Ленище,
Ленково,
Леново,
Ленско,
Лепица,
Лесидрен,
Лесичарка,
Лесичери,
Лесичово,
Леска (Област Кюстендил),
Леска (Област Смолян),
Лесковдол,
Лесковец (Област Враца),
Лесковец (Област Монтана),
Лесковец (Област Перник),
Лесново,
Лесово,
Лесура,
Летница,
Летовник,
Лехово,
Лехчево,
Лешко,
Лешниково,
Лешниковци,
Лешница (Област Благоевград),
Лешница (Област Ловеч),
Лещак,
Лещарка,
Лещен,
Леярово,
Ливада,
Ливаде,
Лик,
Лилеково,
Лилково,
Лиляк,
Лиляново,
Лиляч,
Лиляче,
Лимец,
Липен,
Липец,
Липинци,
Липник,
Липница (Област Враца),
Липница (Област София),
Лисец (Област Кюстендил),
Лисец (Област Ловеч),
Лисец (Област София),
Лиси връх,
Лисиците,
Лисия,
Лисово,
Листец (Област Бургас),
Листец (Област Силистра),
Литаково,
Лобош,
Ловец (Област Стара Загора),
Ловец (Област Търговище),
Ловец (Област Шумен),
Ловнидол,
Ловско,
Ловци,
Ловчанци,
Логодаж,
Лоза,
Лозарево,
Лозево,
Лозен (Област Велико Търново),
Лозен (Област Пазарджик),
Лозен (София-град),
Лозен (Област Стара Загора),
Лозен (Област Хасково)

## Лозенградци – Малиново
Лозенградци,
Лозенец (Област Бургас),
Лозенец (Област Добрич),
Лозенец (Област Ямбол),
Лозеница,
Лозица (Област Бургас),
Лозица (Област Плевен),
Лозница,
Лозно,
Локвата,
Локорско,
Лом черковна,
Ломец,
Ломница (Област Добрич),
Ломница (Област Кюстендил),
Ломница (Област Перник),
Ломци,
Лопушна,
Лопушня,
Лопян,
Лудогорци,
Луково,
Луличка,
Лъвино,
Лъвово,
Лъга,
Лъжница,
Лъка (Област Бургас),
Лъка (Област Смолян),
Лъкавица,
Лъки,
Любен (Област Пловдив),
Любен (Област Силистра),
Любен Каравелово,
Любенец,
Любенова махала,
Любеново (Област Плевен),
Любеново (Област Стара Загора),
Любеново (Област Хасково),
Любенци,
Любино,
Любичево,
Люблен,
Любница,
Любовище,
Любовка,
Любча,
Люлин (Област Перник),
Люлин (Област Ямбол),
Люлка,
Люляк,
Люляково (Област Бургас),
Люляково (Област Добрич),
Люляково (Област Кърджали),
Лютаджик,
Лютиброд,
Лютидол,
Лютово,
Лява река,
Лялинци,
Лясковец,
Лясково (Област Бургас),
Лясково (Област Добрич),
Лясково (Област Кърджали),
Лясково (Област Пловдив),
Лясково (Област Смолян),
Лясково (Област Стара Загора),
Лятно,
Ляхово (Област Добрич),
Ляхово (Област Пазарджик),
Мадан,
Мадара,
Маджаре,
Маджари,
Маджерито,
Мазарачево,
Майор Узуново,
Майско,
Майсторово,
Мак,
Макариополско,
Македонци,
Маково,
Макоцево,
Макреш,
Мала Раковица,
Мала Фуча,
Мала църква,
Малево (Област Смолян),
Малево (Област Хасково),
Маленово,
Мали Върбовник,
Мали Дреновец,
Мали извор,
Малина (Област Бургас),
Малина (Област Добрич),
Малини,
Малиново (Област Габрово),
Малиново (Област Ловеч)

## Малка Арда – Медевци
Малка Арда,
Малка Верея,
Малка Желязна,
Малка Смолница,
Малка Черковна,
Малка Чинка,
Малка поляна,
Малки Българени,
Малки Воден,
Малки Вършец,
Малки Искър,
Малки Станчовци,
Малки Цалим,
Малки Чифлик,
Малко Асеново,
Малко Брягово,
Малко Враново,
Малко градище,
Малко Дряново,
Малко Йонково,
Малко Кадиево,
Малко Каменяне,
Малко Кирилово,
Малко Крушево,
Малко Попово,
Малко Тръново,
Малко Чочовени,
Малко Шарково,
Малко село,
Малкоч,
Мало Бучино,
Мало Конаре,
Мало Крушево,
Мало Малово,
Мало Пещене,
Мало село,
Малоградец,
Маломир (Област Шумен),
Маломир (Област Ямбол),
Маломирово,
Малорад,
Малуша,
Малчика,
Малчовци (Област Велико Търново),
Малчовци (Област Габрово),
Малък Девесил,
Малък Поровец,
Малък Преславец,
Малък дол,
Малък извор (Област Ловеч),
Малък извор (Област Хасково),
Малък манастир,
Малък чардак,
Мамарчево,
Манаселска река,
Манастир (Област Варна),
Манастир (Област Пловдив),
Манастир (Област Хасково),
Манастирица,
Манастирище,
Манастирище (Софийска област),
Манастирско,
Манастирци,
Мандра,
Мандрица,
Маневци,
Маноле,
Манолич,
Манолово,
Манолско Конаре,
Маноя,
Манушевци,
Манчево,
Марафелци,
Мараш,
Марикостиново,
Маринка,
Марино Поле,
Марино поле,
Мариновци (Област Велико Търново),
Мариновци (Област Габрово),
Марица,
Марково (Област Пловдив),
Марково (Област Стара Загора),
Марково (Област Шумен),
Марково равнище,
Мартино,
Мартиново,
Марулево,
Марчево,
Марчино,
Марян,
Масларево,
Маслиново,
Матешовци,
Маточина,
Махалата,
Махалници,
Маца,
Медвен,
Медевци

## Меден бук – Могила
Меден бук,
Меден кладенец,
Медени поляни,
Медешевци,
Медковец,
Медникарово,
Медовене,
Медовец,
Медовина,
Медовница,
Медово (Област Бургас),
Медово (Област Добрич),
Медово (Област Стара Загора),
Межда,
Межден,
Междени,
Мездрея,
Мезек,
Мелница,
Меляне,
Менгишево,
Мендово,
Мененкьово,
Мерданя,
Места,
Метлика,
Метличина (Област Варна),
Метличина (Област Кърджали),
Метличка,
Методиево (Област Добрич),
Методиево (Област Шумен),
Метохия,
Мечка (Област Плевен),
Мечка (Област Русе),
Мечкарево,
Мечковица,
Мечковци,
Мечкул,
Мечово,
Мещица,
Мийковци,
Микре,
Микрево,
Миладиново,
Миладиновци (Област Добрич),
Миладиновци (Област Търговище),
Миладиновци (Област Ямбол),
Миланово (Област София),
Миланово (Област Шумен),
Миле,
Милево,
Милевци,
Милино,
Милковица,
Милково,
Милковци,
Милкьовци,
Милославци,
Милчина лъка,
Миндя,
Миневци,
Минерални бани,
Минзухар,
Мирково,
Мировец,
Мирово (Област Велико Търново),
Мирово (Област София),
Мирово (Област Стара Загора),
Мировци,
Мировяне,
Миролюбово,
Мирчовци,
Мирянци,
Митино,
Митовска,
Митровци,
Михайлово (Област Враца),
Михайлово (Област Стара Загора),
Михайловци,
Михалич (Област Варна),
Михалич (Област Хасково),
Михалково,
Михалци,
Михилци,
Михнево,
Мичковци,
Мишевско,
Мишеморков хан,
Млада гвардия,
Младежко,
Младен,
Младиново,
Младово,
Мламолово,
Млекарево,
Млечево,
Млечино,
Могила (Област Стара Загора),
Могила (Област Шумен),
Могила (Област Ямбол)

## Могилец – Неделкова гращица
Могилец,
Могилино,
Могилица,
Могилище,
Могилово,
Могиляне,
Модрен,
Мокрен,
Мокреш (област Монтана),
Мокреш (Област Шумен),
Мокрище,
Момин сбор,
Момина клисура,
Момина сълза,
Момина църква,
Момино (Област Търговище),
Момино (Област Хасково),
Момино село,
Моминско,
Момково,
Момчилово,
Момчиловци,
Морава,
Моравица (Област Враца),
Моравица (Област Търговище),
Моравка,
Мортагоново,
Морянци,
Московец,
Мост,
Мостич,
Мостово,
Мочуре,
Мощанец,
Мракетинци,
Мрамор (Област Перник),
Мрамор (област София),
Мрамор (Област Хасково),
Мраморен,
Мрахори,
Мраченик,
Мрежичко (Област Бургас),
Мрежичко (Област Кърджали),
Мръзеци,
Мугла,
Музга,
Мулдава,
Мурга,
Мургаш,
Мургово,
Мурено,
Мурсалево,
Муртинци,
Мусачево (Област София),
Мусачево (Област Стара Загора),
Мусево,
Муселиево,
Мусина,
Мусомища,
Мустрак,
Мухово,
Мъглен,
Мъглене,
Мъглища,
Мъдрево,
Мъдрец (Област Кърджали),
Мъдрец (Област Стара Загора),
Мъдрино,
Мърводол,
Мърчаево,
Мърчево,
Мътеница,
Навъсен,
Надарево,
Надарци,
Надежден,
Найден Герово,
Найденово,
Нане,
Нановица,
Нареченски бани,
Насалевци,
Наум,
Научене,
Нацовци,
Начево,
Небеска,
Невестино (Област Бургас),
Невестино (Област Кърджали),
Невестино (Област Кюстендил),
Невша,
Негован,
Неговановци,
Негованци,
Негушево,
Недан,
Неделево,
Неделище,
Неделкова гращица